# فدراسیون تنیس جمهوری اسلامی ایران
فدراسیون تنیس جمهوری اسلامی ایران (مخفف  IRITF) از نهادهای حاکم در امر ورزش‌ تنیس در ایران می‌باشد. که زیر نظر وزارت ورزش و جوانان فعالیت می‌کند. این فدراسیون همچنین یکی از فدراسیون‌های عضو فدراسیون بین‌المللی تنیس است.
ریاست فدراسیون تنیس در ایران برعهده داود عزیزی می‌باشد.